# 2MASS J15404342−5101357
2MASS J15404341−5101357 (縮寫為 2M1540)是一顆位於矩尺座光譜類型為M7的紅矮星，距離地球約17.3光年。它是距離最近的已知M7矮星。